# ゲイリー・アントゥアン・ラッセル
ゲイリー・アントゥアン・ラッセル（Gary Antuanne Russell、1996年6月14日 - ）は、アメリカ合衆国のプロボクサー。メリーランド州キャピトル・ハイツ出身。現WBA世界スーパーライト級王者。
兄は元WBC世界フェザー級王者のゲーリー・ラッセル・ジュニア、同じくプロボクサーのゲーリー・アントニオ・ラッセル。

## 来歴

### アマチュア時代
2014年5月、ナショナル・ゴールデン・グローブにライトウェルター級(64kg)で出場し、決勝でジャロン・エニスに勝利して優勝した。また、アマチュアではジャロン・エニスに3勝1敗で勝ち越している。
2016年、リオデジャネイロオリンピックにライトウェルター級(64kg)で出場。1回戦で米国代表選考会で勝利したハイチのリチャードソン・ヒッチンズを3-0の判定で破り、2回戦でタイのウッティチャイ・マスクを2-1の判定で破ったが、3回戦で後に金メダルを獲得するウズベキスタンのファズリディン・ガイブナザロフに1-2の疑惑の判定で敗れた。米国代表監督のビリー・ウォルシュは「これは1988年ソウルオリンピックのロイ・ジョーンズ・ジュニア対朴時憲以来の酷い判定だった」と語り、米国代表アシスタントコーチのオーギー・サンチェスは「ラッセルはよりクリーンなショットを決め、試合全体を通して上回っていた。彼はこれ以上何をしなければならなかったんだ？」と語っている。また、観戦に訪れていた元5階級制覇王者フロイド・メイウェザー・ジュニアも「今日、ラッセルは勝利を盗まれた」と語っている。

### プロ時代
2017年5月20日、メリーランド州オクソンヒルのMGMナショナル・ハーバーでプロデビュー戦を行い、1回2分25秒TKO勝ち。白星デビューを飾った。
2022年2月26日、ラスベガスのザ・コスモポリタンにてクリス・コルバート対エクトール・ルイス・ガルシアの前座で元WBC世界スーパーライト級王者ビクトル・ポストルとWBAアメリカ大陸スーパーライト級王座決定戦を行い、10回2分29秒TKO勝ちを収め王座獲得に成功した。
2024年6月15日、ラスベガスのMGMグランド・ガーデン・アリーナにてジャーボンテイ・デービス対フランク・マーティンの前座でWBC世界スーパーライト級ランキング9位のアルベルト・プエジョとWBC世界スーパーライト級暫定王座決定戦を行い、キャリア初黒星となる12回1-2（113-114、112-115、118-109）の判定負けを喫し王座獲得に失敗した。
2025年3月1日、ニューヨーク市ブルックリン区のバークレイズ・センターにてジャーボンテイ・デービス対ラモン・ローチ・ジュニアの前座でWBA世界スーパーライト級王者ホセ・バレンズエラに挑戦し、12回3-0（119-109×2、120-108）の判定勝ちを収め王座獲得に成功した。

## 戦績
- プロボクシング：19戦 18勝 (17KO) 1敗

| 戦           | 日付           | 勝敗 | 時間     | 内容    | 対戦相手                     | 国籍           | 備考                                      |
| ------------ | -------------- | ---- | -------- | ------- | ---------------------------- | -------------- | ----------------------------------------- |
| 1            | 2017年5月20日  | ☆    | 1R 2:25  | TKO     | ジョシュ・ロス               | アメリカ合衆国 | プロデビュー戦                            |
| 2            | 2017年9月10日  | ☆    | 1R 0:19  | TKO     | ヘスス・ルール               | アメリカ合衆国 |                                           |
| 3            | 2017年11月21日 | ☆    | 1R 2:01  | TKO     | ラリー・ヤネス               | キューバ       |                                           |
| 4            | 2018年3月3日   | ☆    | 2R 2:59  | TKO     | キーセン・フリーマン         | アメリカ合衆国 |                                           |
| 5            | 2018年4月21日  | ☆    | 3R 1:24  | TKO     | アンドリュー・ロジャース     | アメリカ合衆国 |                                           |
| 6            | 2018年5月19日  | ☆    | 1R 1:04  | KO      | ウィルメル・ロドリゲス       | ドミニカ共和国 |                                           |
| 7            | 2018年8月4日   | ☆    | 1R 0:55  | TKO     | ホセ・アルトゥロ・エスキベル | メキシコ       |                                           |
| 8            | 2019年1月26日  | ☆    | 2R 1:13  | TKO     | ロベルト・アルマザン         | アメリカ合衆国 |                                           |
| 9            | 2019年5月18日  | ☆    | 4R 2:56  | KO      | マルコス・モジカ             | ニカラグア     |                                           |
| 10           | 2019年7月13日  | ☆    | 3R 3:00  | TKO     | ラリー・ベンタス             | アメリカ合衆国 |                                           |
| 11           | 2019年9月21日  | ☆    | 1R 0:30  | KO      | ルイス・カスティージョ       | メキシコ       |                                           |
| 12           | 2019年11月2日  | ☆    | 2R 2:05  | TKO     | ファン・フエルタス           | パナマ         |                                           |
| 13           | 2020年2月8日   | ☆    | 1R 3:00  | KO      | ホセ・マルフォ               | メキシコ       |                                           |
| 14           | 2021年5月29日  | ☆    | 6R 終了  | TKO     | ジョバニ・サンティアゴ       | プエルトリコ   |                                           |
| 15           | 2022年2月26日  | ☆    | 10R 2:29 | TKO     | ビクトル・ポストル           | ウクライナ     | WBAアメリカ大陸スーパーライト級王座決定戦 |
| 16           | 2022年7月30日  | ☆    | 6R 0:50  | TKO     | ランセス・バルテレミー       | キューバ       |                                           |
| 17           | 2023年8月12日  | ☆    | 1R 2:39  | KO      | ケント・クルス               | アメリカ合衆国 |                                           |
| 18           | 2024年6月15日  | ★    | 12R      | 判定1-2 | アルベルト・プエジョ         | ドミニカ共和国 | WBC世界スーパーライト級暫定王座決定戦     |
| 19           | 2025年3月1日   | ☆    | 12R      | 判定3-0 | ホセ・バレンズエラ           | アメリカ合衆国 | WBA世界スーパーライト級タイトルマッチ     |
| テンプレート |                |      |          |         |                              |                |                                           |

## 獲得タイトル
- WBAアメリカ大陸スーパーライト級王座（防衛0）
- WBA世界スーパーライト級王座（防衛0）